# 이끼숲쥐
이끼숲쥐(Rattus niobe)는 시궁쥐속에 속하는 설치류의 일종이다. 인도네시아와 파푸아뉴기니에서 발견된다.